# Accumulatorenfabrik Sonnenschein
Die Accumulatorenfabrik Sonnenschein GmbH war bis zum Verkauf an den französisch-italienischen Batteriekonzern CEAC im Jahr 1992 ein eigenständiger Bleibatterieproduzent. Nachdem der CEAC-Konzern seinerseits im Jahr 1996 vom amerikanischen Bleibatteriekonzern Exide Technologies übernommen worden war, ließ dieser die Firma Accumulatorenfabrik Sonnenschein GmbH im Jahr 2000 in der Deutschen Exide GmbH aufgehen.

## Geschichte
Gegründet wurde die Firma von Theodor Sonnenschein, der am 17. Juni 1880 in Elberfeld geboren wurde und Universitäten in Bonn, Paris, München und Rostock besuchte, an denen er sich hauptsächlich dem Studium der Physik – unter anderem bei Max Planck – widmete. 1910 promovierte er mit der Arbeit Bestimmung von Phasenverschiebung und Kapazität an umkehrbaren Elektroden mit Hilfe des Oszillographen. Nachdem Sonnenschein schon während seines Studiums Akkumulatoren hergestellt hatte und die Allgemeine Berliner Omnibus AG im Jahr 1910 einen großen Auftrag erteilte, gründete der damals Dreißigjährige die Firma Akkumulatorenfabrik Sonnenschein.
Im Jahr 1918 trat Clemens Jonen, der Schwager von Sonnenschein, in die Firma ein und übernahm sie 1926 gänzlich. Im Jahr 1957 starb Clemens Jonen und mit Marie-Luise Schwarz-Schilling (geb. Jonen) und ihrem Ehemann Christian Schwarz-Schilling übernahm eine neue Generation das Unternehmen. Anfang der 1990er Jahre geriet das Unternehmen jedoch in wirtschaftliche Schwierigkeiten, sodass es 1992 an den Bleibatteriekonzern CEAC aus Frankreich verkauft wurde, der die Firma Accumulatorenfabrik Sonnenschein als eigenständige GmbH weiterführte. Nachdem die CEAC im Jahr 1996 ihrerseits von der amerikanischen Exide Technologies übernommen worden war, ließ diese die Sonnenschein GmbH in der Deutschen Exide GmbH aufgehen.

### Das Markenzeichen
Clemens Jonens Gattin entwarf anlässlich der Funkausstellung 1927 die Halbsonne als Markenzeichen, welches jedoch 1967 auf Veranlassung des damaligen Marketingleiters vom Grafikdesigner Herbert Kiefer grundlegend neu gestaltet wurde. In dieser neuen Form wird das Logo bis heute vom Bleibatteriekonzern Exide Technologies für Blei-Gel-Akkumulatoren genutzt.

## Produktionsstätten
Bis 1938 produzierte die Firma im Zentrum Berlins. Nachdem der Bedarf an Akkumulatoren aber stieg, erfolgte 1938 der Umzug in ein neues Werk in der Fritz-Werner-Straße 68 in Berlin-Mariendorf, in der Nähe des Daimler-Motoren-Werks. Das Werk wurde 1945 durch Bomben zu zwei Dritteln zerstört, nach dem Krieg aber wieder in Betrieb genommen.
In den letzten Kriegsjahren wurde zudem ein Teil der Produktion in ein Zweigwerk nach Leipa (Böhmen) verlegt. Nach dem Kriegsende ging dieses Zweigwerk verloren.
Aufgrund der isolierten Lage Berlins erfolgte 1946 außerdem die Gründung des Werkes Büdingen.
In den 1980er Jahren baute die Firma Sonnenschein in Porto Alto, Portugal und Nigeria Auslandsfabrikationsstätten. Beide Fabriken wurden später verkauft.
Im Jahr 1987 erfolgte schließlich die Inbetriebnahme des neuen Werkes in Weiden, welches Industriebatteriezellen herstellte und somit das Werk in Berlin deutlich entlastete. Im Jahr 2000 wurde das Werk dennoch geschlossen, da sich die Produkte im Konzernwerk Bad Lauterberg der Deutschen Exide GmbH deutlich günstiger produzieren lassen.
Auch die Produktionsstelle in Berlin wurde im Jahr 1995 endgültig geschlossen, nachdem die Nachfrage von Kfz-Starterbatterien in Berlin stark gesunken war und ungesetzliche Aktivitäten innerhalb der Räumlichkeiten bekannt geworden waren – von 1975 bis 1985 wurde laut Medienberichten eine Bleischmelzanlage ohne die erforderlichen Genehmigungen betrieben und wesentliche Umweltschutzverfahren nicht beachtet. Infolgedessen wiesen Bodenproben beim Werk einen Bleigehalt von 54,4 g/kg Erde auf.

## Innovation

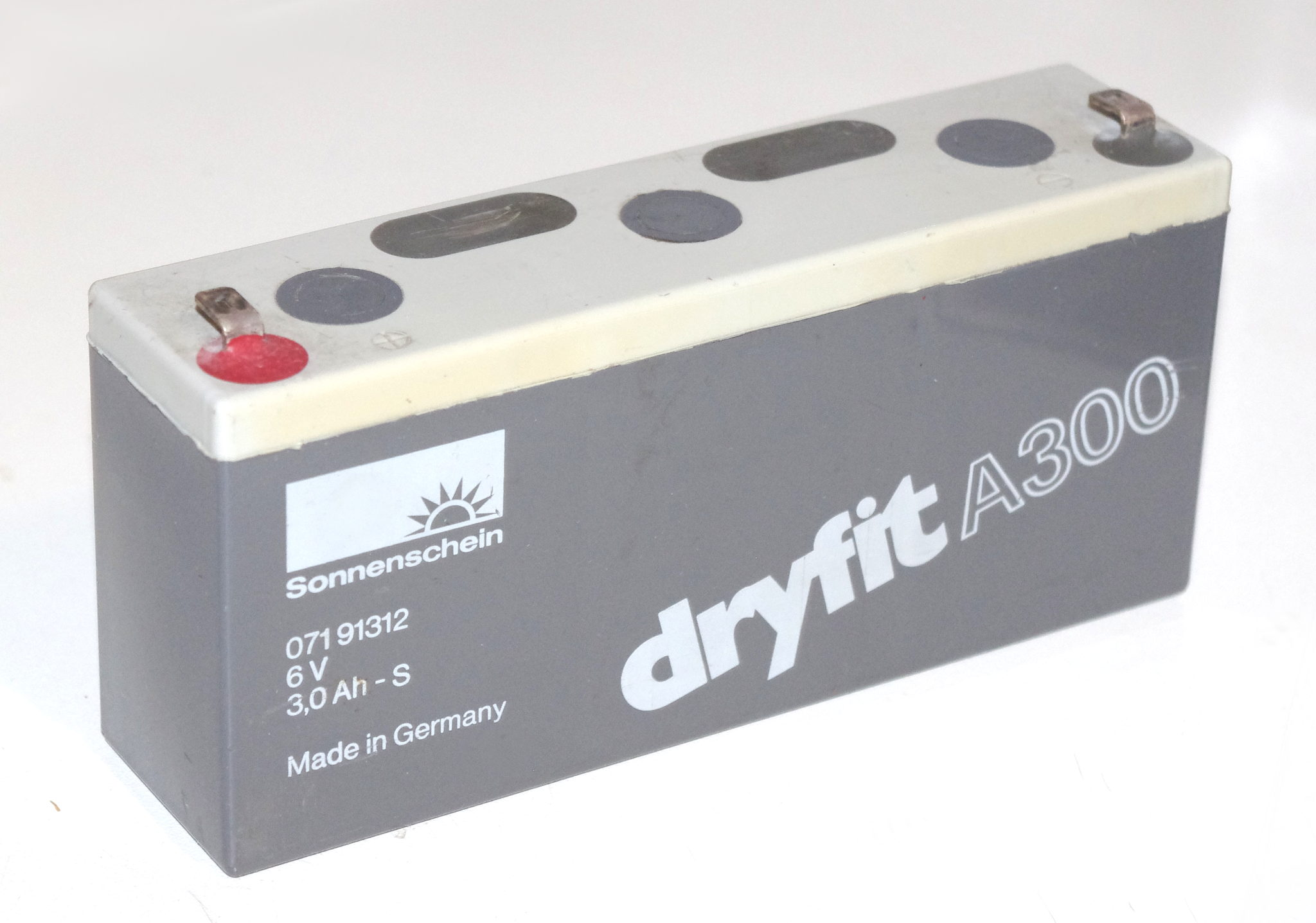
Dryfit-Akku

Nachdem der bei Sonnenschein beschäftigte Otto Jache schon kurz nach dem Zweiten Weltkrieg versucht hatte, mittels Gelbildner flüssige Schwefelsäure festzulegen, gelang ihm der Durchbruch im Jahr 1957. Sonnenschein meldete die Blei-Gel-Technologie zum Patent an, das 1958 erteilt wurde. Der Akkumulator wurde unter dem Markennamen dryfit weltweit vermarktet.